# Yersinia pestis (album)
Yersinia pestis este cel de-al patrulea album de studio al formației Helheim. Este ultimul album cu Lindheim.
În 2008 a fost relansat de casa de discuri Dark Essence Records împreună cu 4 melodii live ca bonus; aceste melodii au fost înregistrate în timpul unui concert care a avut loc în clubul Garage din Bergen, Norvegia în 2003.

## Lista pieselor
1. "Helheim 4" - 01:32
2. "Yersinia pestis" - 05:37
3. "Stones To The Burden" - 04:16
4. "Sinners Wake" - 03:43
5. "Elde" (Îmbătrânirea) - 05:35
6. "Warlot" - 05:34
7. "Den glemte lov" (Legea uitată) - 04:15
8. "God Of Slander" - 03:24
9. "Iron Icon 9" - 03:50
10. "Hjelmstorm" (Furtuna căștilor) - 04:31

### Piesele bonus incluse pe ediția din 2008
- Piesele 11 și 12 sunt de pe Blod & ild
- Piesa 13 e de pe Jormundgand
- Piesa 14 e de pe Yersinia pestis

1. "Helheim 2 (live)" - 02:13
2. "Jernskogen (live)" - 03:48
3. "Nattravnens tokt (live)" - 04:41
4. "Stones To The Burden (live)" - 04:23

## Personal
- V'gandr - vocal, chitară bas
- H'grimnir - vocal, chitară ritmică
- Hrymr - baterie
- Thorbjørn - chitară
- Lindheim - sintetizator